# Jadranka Raguz
Jadranka Raguz (ur. 19 listopada 1970) – australijska judoczka.
Uczestniczka mistrzostw świata w 1997 i 1999. Startowała w Pucharze Świata w 1999. Zdobyła cztery medale na mistrzostwach Oceanii w latach 1992 - 2000. Mistrzyni Australii w 2000 roku.
Jej siostra Angela Raguz, także była judoczką.